# Сюань-цзун (династия Тан, 846—859)
Сюань-цзун (кит. 宣宗; 27 июля 810 — 10 сентября 859) — девятнадцатый император китайской империи Тан в 846—859 годах.
Родился 27 июля 810 года в Чанъане . Был 13-м сыном императора Сянь-цзуна. При рождении получил имя Ли И. При следующих императорах не проявлял какой-либо политической активности. В 821 году император Му-цзун присвоил ему титул князя Гуань. После начала болезни У-цзуна евнухи в 846 году сделали Ли И наследником трона, желая сделать его марионеткой в своих руках. Ли И тогда же сменил имя на Ли Чэнь.
В том же году после смерти императора У-цзуна Ли Че стал новым правителем империи под именем Сюань-цзун.
С самого начала Сюань-цзун решил восстановить своё влияние на дела в государстве. Сначала он наказал чиновников, которых считал причастными к смерти своего отца. Впоследствии в 847 году отстранил и отправил в ссылку влиятельного чэнсяна (канцлера) Ли Дэюя. После этого прекратил длительную вражду между родами Ню и Ли.
В 848 году начал войну против Тибета, воспользовавшись смутой в этом государстве после смерти императора Дармы. Война продолжалась до 851 года, когда ранее захваченные тибетцами земли были возвращены в состав империи. В то же время Сюань-цзун смягчил имперскую политику в отношении тангутов, чем обеспечил мир на западных землях. Одновременно была подавлена попытка части тангутских племён восстать в Ордосе, тогда же он заключил новый союз с кыргызами, что позволило окончательно избавиться от опасности вторжения уйгуров.
Вместе с тем ввёл политику экономии, уменьшение расходов на императорский двор, членов своей семьи, чиновников. При этом осторожно пытался уменьшить влияние евнухов, но без особого успеха.
Со временем всё больше стал углубляться в мистицизм, что негативно отразилось на управлении страной. Начался рост преступности, снова подняли голову речные пираты. В конце 850-х годов вдоль Большого канала и в нижнем течении Янцзы вспыхнуло большое восстание во главе с Ши Фу. Его удалось подавить с большим трудом. В Сычуань стали вторгаться бирманские племена, которые впоследствии доходили даже до Кантона.
Ухудшение экономической ситуации, наводнения на Большой равнине, нашествия саранчи, голод вызвали многочисленные восстания. Одно из самых мощных возглавил Бан Сюань, который с армией в 8000 человек дошёл до Лояна, но был разбит правительственными войсками. Умер 10 сентября 859 года, отравившись одним из «эликсиров бессмертия», что давали ему даосские монахи.